# Dzielnica Małopolska Polskiego Towarzystwa Gimnastycznego „Sokół”
Dzielnica Małopolska Polskiego Towarzystwa Gimnastycznego „Sokół” – struktura organizacyjna powstała w 1921 roku podporządkowana organizacyjnie Związkowi Towarzystw Gimnastycznych "Sokół" w Polsce z siedzibą we Lwowie.

## Historia
W 1918 roku organizacja sokolstwa z trzech zaborów została scalona i zreorganizowana. W 1921 roku powstał Związek Towarzystw Gimnastycznych "Sokół" w Polsce. Zgodnie z przyjętym w 1921 roku statutem zaczęła obowiązywać nowa organizacja. Wszystkie Towarzystwa podzielono na Okręgi. W skład Okręgu wchodziło kilka lub kilkanaście Towarzystw. Okręgi łączyły się w Dzielnice. Towarzystwa należące do Związku polskich gimnastycznych Towarzystw sokolich w cesarstwie austriackim (Austrii) podzielono. Część z nich znalazła się w dzielnicy krakowskiej, a pozostałe w dzielnicy małopolskiej z siedzibą we Lwowie. W jej skład weszły dawne okręgi IV przemyski, V lwowski, VI tarnopolski, VII stanisławowski, IX stryjski i X kołomyjski.
W 1921 roku w skład dzielnicy małopolskiej przydzielono:
I  Okręg jarosławski z gniazdami: Cieszanów, Jarosław (centralne), Leżajsk, Lubaczów, Łańcut, Przeworsk, Sieniawa.
II Okręg sanocki z gniazdami: Brzozów, Lisko, Pisarowice, Rymanów, Sanok (centralne), Ustrzyki Dolne, Zagórz.
III Okręg samborski z gniazdami: Borysław, Chyrów, Drohobycz, Komarno, Rudki, Sambor, Stary Sambor, Turka nad Stryjem, Tarnawa.
IV Okręg przemyski z gniazdami: Dobromil, Dubiecko, Dynów, Krakowiec, Mościska, Niżankowice, Nowe Miasto, Pnikut, Pruchnik, Przemyśl, Radymno, Sądowa Wisznia.
V Okręg lwowski z gniazdami: Bóbrka, Dawidów, Dublany, Gliniany, Gródek Jagielloński, Janów koło Lwowa, Jaworów, Kleparów, Lewandówka, Lwów-Macierz (centralne), Lwow II, Lwów III, Lwów IV, Milatyn, Mosty Wielkie, Stare Sioło, Winniki koło Lwowa, Żółkiew.
VI Okręg tarnopolski z gniazdami: Baworów, Mikulińce, Podwołoczyska, Skałat, Strusiów, Tarnopol, Trembowla, Zagrobela, Zbaraż.
VII Okręg stanisławowski z gniazdami: Bednarówka, Bohorodczany, Bołszowce, Bursztyn, Delejów, Halicz, Hołosków, Jezupol, Kałusz, Knihinin-Górka, Meducha, Nadwórna, Sołotwina, Stanisławów (centralne), Stanisławów-Belweder, Tarnowica Polna, Tłumacz, Tyśmienica, Wołosów.
VIII Okręg brodzki z gniazdamiː Brody, Busk, Krasne koło Buska, Łopatyn, Olesko.
IX Okręg stryjski z gniazdamiː Bolechów, Chodorów, Dolina, Mikołajów-Drohowyże, Rohatyn, Rozniatów, Skole, Stryj, Żydaczów, Żurawno.
X Okręg kołomyjski z gniazdamiː Delatyn, Gwoździec, Horodenka, Kołomyja, Kosów, Kuty, Obertyn, Ottynia, Peczeniżyn, Śniatyn, Zabłotów.
XI Okręg sokalski z gniazdamiː Bełz, Bełzec, Kamionka Strumiłowa, Rawa Ruska, Sokal, Uhnów.
XII Okręg brzeżański z gniazdamiː Brzeżany, Kozowa, Podhajce, Przemyślany.
XIII Okręg czortkowski z gniazdamiː Borszczów, Budzanów, Chorostków, Czortków, Husiatyn, Jagielnica, Kopyczyńce, Mielnica, Zaleszczyki.
XIV Okręg złoczowski z gniazdamiː Załoźce, Zborów, Złoczów.
XV Okręg buczacki z gniazdamiː Buczacz, Monasterzyska, Potok Złoty.
Podczas zjazdu prezesów gniazd sokolich Dzielnicy Małopolskiej, który odbył się we Lwowie w maju 1922 roku stwierdzono, że podczas I wojny światowej przestały istnieć gniazda w następujących okręgachː II w Pisarowicach, III w Tarnawie, IV w Dubiecku, Krakowcu, Prikucie,  V w Dawidowie, Glinianach, Starym Siole, VI w Baworowie, VII w Bednarówce, Bołszowcach, w Dalejowie, Hołoskowie, Knihininie-Górce, Medusze, Tarnowicy i Wolosowie, IX w Mikołajowie-Drohowyżu, XII w Kozowej. W 1923  roku przeprowadzono lustracje, które wykazały powolne odbudowywanie gniazd. 
W 1938 roku w skład Dzielnicy wchodziły okręgi (w nawiasie liczba członków)ː Kołomyja (786),Lwów (1909), Przemyśl (2272), Stryj (1435), Tarnopol (1163)  i Wołyń (171)